# Pipping
Pipping är en finländsk adelsätt, ursprungligen härstammande från Lengenfeld i Vogtland (Sachsen) på 1500-talet och kom till Åbo ca 1670, adlad med Fredrik Wilhelm Pipping 1839.
En kusin till denne Joseph Pipping adlades 1812 Pippingsköld.

## Kända medlemmar av släkten
- Fredrik Wilhelm Pipping (1783–1863), biblioteksman
- Joachim Wilhelm Pipping (1818–1858), läkare
- Wilhelm Pipping (1854–1926), barnläkare
- Aline Pipping (1863–1963), översättare
- Hugo Pipping (1864–1944), språkforskare
- Rolf Pipping (1889–1963), författare och språkvetare
- Nils Pipping (1890–1982), matematikprofessor
- Hugo E. Pipping (1895–1975), nationalekonom